# Conti e duchi di Puglia e Calabria
Il seguente è un elenco cronologico dei conti e duchi di Puglia e Calabria, alti feudatari delle regioni del sud Italia tra l'XI e il XII secolo.
Fin dal 1015-1020 il nobile Melo di Bari era stato nominato "duca di Puglia" dall'imperatore Enrico II il Santo (alcuni decenni prima, nel 969-983, Azzo di Spoleto era già stato nominato "duca di Calabria" dall'imperatore Ottone I di Sassonia), ma il feudo sorse in forma estesa soltanto nel 1043 sotto il principe longobardo Guaimario IV di Salerno, acclamato "duca di Puglia e Calabria" dai suoi vassalli longobardi e normanni. In cambio Guaimario nominò conte di Puglia Guglielmo Braccio di Ferro, capo della casa d'Altavilla e condottiero dei normanni.
Tuttavia nel 1047 l'imperatore Enrico III privò Guaimario del titolo ducale e consacrò il successore di Guglielmo, Drogone, alla guida del ducato con il titolo di Dux et Magister Italiae Comesque Normannorum totius Apuliae et Calabriae (Duca e maestro d'Italia, conte dei Normanni di tutta la Puglia e la Calabria), vassallo diretto della corona imperiale. A decorrere dal 1059 l'autonomia feudale fu integralmente ripristinata.

## Duchi di Puglia
| Nome                     | Ritratto | Data di nascita | Regno  | Regno | Matrimoni        | Note |
| Nome                     | Ritratto | Data di nascita | Inizio | Fine  | Matrimoni        | Note |
| ------------------------ | -------- | --------------- | ------ | ----- | ---------------- | --- |
| Melo di Bari (1015–1020) |          |                 |        |       |                  | |
| Melo da Bari             |          | 970 circa       | 1015   | 1020  | Maralda 1 figlio | Longobardo di origine, ma greco di cultura, fu un indomito ribelle al dominio bizantino e perciò ottenne la benedizione del papa Benedetto VIII. Il titolo ducale gli fu concesso dall'imperatore Enrico II. |

## Duchi di Calabria
| Nome                            | Ritratto | Data di nascita | Regno  | Regno     | Matrimoni | Note |
| Nome                            | Ritratto | Data di nascita | Inizio | Fine      | Matrimoni | Note |
| ------------------------------- | -------- | --------------- | ------ | --------- | --------- | --- |
| Azzo di Spoleto (969–983 circa) |          |                 |        |           |           | |
| Azzo di Spoleto                 |          | ?               | 969    | 983 circa | ?         | Longobardo, ottenne la nomina dall'imperatore Ottone I di Sassonia. Scomparve in circostanze misteriose nello stesso periodo in cui la Calabria veniva riconquistata dai Bizantini. |

## Conti di Puglia
| Nome                                   | Ritratto | Data di nascita | Regno  | Regno          | Matrimoni                                                                                   | Note |
| Nome                                   | Ritratto | Data di nascita | Inizio | Fine           | Matrimoni                                                                                   | Note |
| -------------------------------------- | -------- | --------------- | ------ | -------------- | ------------------------------------------------------------------------------------------- | --- |
| Altavilla (1042–1059)                  |          |                 |        |                |                                                                                             | |
| Guglielmo I Guglielmo Braccio di Ferro |          | 1010 circa      | 1042   | 1046           | Guida di Sorrento Nessuno                                                                   | Figlio maschio di Tancredi d'Altavilla e di Muriella Designato conte di Puglia da Guaimario IV di Salerno        |
| Drogone                                |          | prima del 1010  | 1046   | 1051           | Gaitelgrima di Salerno 1 figlio, 2 figlie                                                   | Figlio maschio di Tancredi d'Altavilla e di Muiella Fratello di Guglielmo Erede maschio per prossimità di sangue |
| Umfredo                                |          | 1010 circa      | 1051   | 1057           | (1) Matilda Drengot 2 figli (2) Gaitelgrima di Salerno 1 figlia                             | Figlio di Tancredi d'Altavilla e Muriella Fratello di Drogone Erede maschio per prossimità di sangue             |
| Roberto il Guiscardo; Terror Mundi     |          | 1015            | 1057   | 23 agosto 1059 | (1) Alberada di Buonalbergo 1 figlio, 1 figlia (2) Sichelgaita di Salerno 5 figlie, 3 figli | Figlio di Tancredi d'Altavilla e Fredesenda Fratello di Umfredo Erede maschio per prossimità di sangue           |

## Conti di Calabria
| Nome                                           | Ritratto | Data di nascita | Regno  | Regno          | Matrimoni | Note |
| Nome                                           | Ritratto | Data di nascita | Inizio | Fine           | Matrimoni | Note |
| ---------------------------------------------- | -------- | --------------- | ------ | -------------- | --- | --- |
| Altavilla (1042–1059)                          |          |                 |        |                | | |
| Guglielmo I Guglielmo Braccio di Ferro         |          | 1010 circa      | 1043   | 1046           | Guida di Sorrento Nessuno                                                                                          | Figlio maschio di Tancredi d'Altavilla e di Muriella Designato conte di Puglia da Guaimario IV di Salerno        |
| Drogone                                        |          | prima del 1010  | 1047   | 1051           | Gaitelgrima di Salerno 1 figlio, 2 figlie                                                                          | Figlio maschio di Tancredi d'Altavilla e di Muiella Fratello di Guglielmo Erede maschio per prossimità di sangue |
| Umfredo                                        |          | 1010 circa      | 1051   | 1057           | (1) Matilda Drengot 2 figli (2) Gaitelgrima di Salerno 1 figlia                                                    | Figlio di Tancredi d'Altavilla e Muriella Fratello di Drogone Erede maschio per prossimità di sangue             |
| Roberto il Guiscardo; Terror Mundi             |          | 1015 circa      | 1057   | 23 agosto 1059 | (1) Alberada di Buonalbergo 1 figlio, 1 figlia (2) Sichelgaita di Salerno 5 figlie, 3 figli                        | Figlio di Tancredi d'Altavilla e Fredesenda Fratello di Umfredo Erede maschio per prossimità di sangue           |
| Ruggero Gran Conte Ruggero ; Pater di Ruggereo |          | 1031 circa      | 1057   | 22 giugno 1101 | (1) Giuditta d'Evreux 4 figlie (2) Eremburga di Mortain 4 figlie, 1 figli (3) Adelaide del Vasto 2 figlie, 2 figli | Figlio di Tancredi d'Altavilla e Fresenda Fratello di Roberto Erede maschio per prossimità di sangue             |

Drogone fu il primo conte di Calabria e Puglia ufficialmente riconosciuto dall'Imperatore del Sacro Romano Impero: nel febbraio del 1047, infatti, l'imperatore Enrico III confermò la sua posizione attribuendogli il titolo di Dux et magister Italiae comesque Normannorum totius Apuliae et Calabriae, ossia duca e signore d'Italia e conte dei Normanni di tutta la Puglia e la Calabria. Questo fu il primo titolo comitale pienamente legittimo ottenuto da un Altavilla.
Ruggero giunse in Italia nel 1057 attraverso la Via Francigena per unirsi al fratello Roberto per il quale, alla morte del loro fratellastro Umfredo d'Altavilla, si erano aperti spiragli di predominio.
I due furono insieme nella conquista dei territori di Puglia e Calabria non ancora sottomessi. Nel 1051-1052 lo stesso Roberto aveva sposato Alberada di Buonalbergo nella piana di San Martino. Ruggero fu inizialmente vassallo del fratello Roberto, duca di Puglia e di Calabria, come conte di Calabria, e stabilì la propria corte a Mileto, in Calabria. Proprio nella piana di San Martino sposò la normanna Giuditta d'Evreux.
In seguito al Concordato di Melfi, il 23 agosto 1059 il papa Niccolò II nominò Roberto Duca di Puglia, Calabria e Sicilia, riconoscendogli preventivamente anche la futura conquista della Sicilia.

## Duchi di Puglia e Calabria
| Nome                  | Ritratto | Data di nascita | Regno  | Regno | Matrimoni                         | Note |
| Nome                  | Ritratto | Data di nascita | Inizio | Fine  | Matrimoni                         | Note |
| --------------------- | -------- | --------------- | ------ | ----- | --------------------------------- | --- |
| Guaimario (1042–1047) |          |                 |        |       |                                   | |
| Guaimario             |          | 1013 circa      | 1042   | 1047  | Gemma di Capua 1 figlio, 3 figlie | Primogenito maschio di Guaimario III di Salerno e di Gaitelgrima di Benevento. Nel settembre del 1042 a Melfi, approvando l'elezione a conte di Puglia di Guglielmo d'Altavilla, ottenne in cambio l'acclamazione a Duca di Puglia e Calabria |

Durante il periodo 1047-1059 la contea è sottoposta a vassallaggio diretto da parte dell'imperatore.
| Nome                   | Ritratto | Data di nascita  | Regno          | Regno             | Matrimoni | Note |
| Nome                   | Ritratto | Data di nascita  | Inizio         | Fine              | Matrimoni | Note |
| ---------------------- | -------- | ---------------- | -------------- | ----------------- | --- | --- |
| Altavilla (1059–1193)  |          |                  |                |                   | | |
| Roberto il Guiscardo   |          | 1015             | 23 agosto 1059 | 17 luglio 1085    | (1) Alberada di Buonalbergo 1 figlio, 1 figlia (2) Sichelgaita di Salerno 5 figlie, 3 figli                                       | Figlio di Tancredi d'Altavilla e Fredesenda Il 23 agosto 1059, attraverso il Concordato di Melfi, papa Niccolò II investì ufficialmente il Guiscardo del titolo di Duca di Puglia, Calabria e Sicilia                                                                            |
| Ruggero I Borsa        |          | 1060 circa       | settembre 1085 | 22 febbraio 1111  | Adelaide di Fiandra 3 figli | Figlio maschio di Roberto e di Sichelgaita di Salerno Proclamato erede da Roberto |
| Guglielmo II           |          | 1095             | 1111           | 1127              | (1) Gaitelgrima di Puglia Nessuno                                                                                                 | Figlio di Ruggero I e Adelaide di Fiandra Erede maschio per prossimità di sangue |
| Ruggero II il Normanno |          | 22 dicembre 1095 | 28 luglio 1127 | 27 settembre 1134 | (1) Elvira di Castiglia cinque figli e due figlie (2) Sibilla di Borgogna nessun figlio (3) Beatrice di Rethel una figlia postuma | Figlio maschio di Ruggero I di Sicilia e di Adelasia del Vasto Per la morte senza figli di Guglielmo II di Puglia, nel 1127 il ducato fu annesso alla contea di Sicilia. Il titolo ducale fu attribuito talvolta all'erede al trono siciliano Fu anche re di Sicilia (1130-1154) |
| Ruggero III            |          | 1118             | 1134           | 1148              | Isabella di Champagne 2 figli | Figlio maschio di Ruggero II e di Elvira di Castiglia Proclamato erede da Ruggero II Venne opposto da Rainulfo Drengot di Alife |

Ruggero III venne opposto da Rainulfo di Alife, investito del ducato dapprima congiuntamente dal papa Innocenzo II e dall'imperatore Lotario II, poi (per garantire oltre ogni ragionevole dubbio il rispetto della formalità e della legittimità giuridica dell'investitura) dal solo imperatore Lotario II.
| Nome                        | Ritratto | Data di nascita | Regno  | Regno | Matrimoni                              | Note |
| Nome                        | Ritratto | Data di nascita | Inizio | Fine  | Matrimoni                              | Note |
| --------------------------- | -------- | --------------- | ------ | ----- | -------------------------------------- | --- |
| Drengot (1137–1139)         |          |                 |        |       |                                        | |
| Rainulfo Rainulfo de Airola |          | 1093 circa      | 1137   | 1139  | Matilde d'Altavilla 1 figlio, 1 figlia | Figlio maschio di Roberto di Alife e di Gaitelgrima investito del ducato dapprima congiuntamente dal papa Innocenzo II e dall'imperatore Lotario II, poi (per garantire oltre ogni ragionevole dubbio il rispetto della formalità e della legittimità giuridica dell'investitura) dal solo imperatore Lotario II |

L'opposizione di Rainulfo verso Ruggero III ebbe termine con la morte del primo.
| Nome                  | Ritratto | Data di nascita | Regno  | Regno | Matrimoni                     | Note |
| Nome                  | Ritratto | Data di nascita | Inizio | Fine  | Matrimoni                     | Note |
| --------------------- | -------- | --------------- | ------ | ----- | ----------------------------- | --- |
| Altavilla (1059–1193) |          |                 |        |       |                               | |
| Guglielmo III il Malo |          | 1120            | 1148   | 1154  | Margherita di Navarra 4 figli | Figlio maschio di Ruggero II e di Elvira di Castiglia Fratello di Ruggero III Erede maschio per prossimità di sangue Lasciò il ducato al figlio primogenito per diventare re di Sicilia con il nome di Guglielmo I |
| Ruggero IV            |          | 1152            | 1154   | 1161  | -                             | Figlio maschio di Guglielmo III e di Margherita di Navarra Nominato erede da Guglielmo III |

In seguito alla morte di Ruggero IV il titolo rimase vacante. Fu ripristinato in seguito per il figlio di Guglielmo II, morto prematuramente, e per Ruggero III (1189), figlio di Tancredi di Sicilia.
| Nome                  | Ritratto | Data di nascita | Regno  | Regno | Matrimoni            | Note |
| Nome                  | Ritratto | Data di nascita | Inizio | Fine  | Matrimoni            | Note |
| --------------------- | -------- | --------------- | ------ | ----- | -------------------- | --- |
| Altavilla (1059–1193) |          |                 |        |       |                      | |
| Boemondo              |          | 1181            | 1181   | 1181  | -                    | Figlio maschio di Guglielmo II di Sicilia e di Giovanna d'Inghilterra Nominato duca di Puglia da Guglielmo II di Sicilia Morto prematuramente |
| Ruggero V             |          | 1175            | 1189   | 1193  | Irene Angela Nessuno | Figlio maschio di Tancredi di Sicilia e di Sibilla di Medania Designato duca da Tancredi di Sicilia                                           |

Con l'avvento a re di Sicilia di Federico II di Svevia del sacro romano impero come ultimo discendente degli Altavilla nelle sue donazioni utilizza per se stesso il titolo di Duca d'Apulia insieme a quello di re di Sicilia e Principe di Capua.

## Duchi delle Puglie
Duchi delle Puglie, seconda creazione:
- Emanuele Filiberto di Savoia-Aosta, I duca delle Puglie, dal 1873 al 1890
- Amedeo di Savoia-Aosta (1898-1942), II duca delle Puglie, dal 1898 al 1931
- Amedeo di Savoia-Aosta (1943-2021), III duca delle Puglie, dal 1943 al 1948
- Aimone di Savoia-Aosta (1967), IV duca delle Puglie, dal 1967 al 2006 (contestato)
- vacante